# NLM CityHopper
NLM CityHopper — бывшая нидерландская региональная авиакомпания, базировавшаяся в аэропорту Схипхол, дочернее предприятие KLM. В 1991 году на основе NLM и NetherLines создана KLM Cityhopper.

## История
Основана в 1966 году в качестве дочернего предприятия KLM. Название расшифровывалось как Nederlandse Luchtvaart Maatschappij (Нидерландское авиационное общество). Выполнение рейсов началось 29 августа 1966 года на двух взятых в двухлетний лизинг у Королевских ВВС Нидерландов турбовинтовых самолётах Fokker F27, которые пришлось переоборудовать для гражданского использования. В 1978 году компания получила самолёты Fokker F28.
Первоначально маршрутная сеть включала города Амстердам, Эйндховен, Энсхеде, Гронинген, Маастрихт и Роттердам. Первым международным направлением стал рейс Эйндховен—Гамбург, организованный в 1974 году совместно с компанией Philips для перевозки её сотрудников, но в апреле 1975 года ставший доступным всем желающим. В том же году был организован рейс Гронинген—Бремен. В 1975 году началось выполнение рейсов рейсов в лондонский Гатвик. В 1976 году имя компании было изменено на «NLM CityHopper».
В 1970-е и 1980-е годы NLM CityHopper существенно расширила европейскую маршрутную сеть, фактически превратившись в фидера для авиаузла Схипхол. В 1988 году KLM приобрела конкурирующую региональную компанию NetherLines, объединив её с NLM. Несмотря на совместную операционную структуру, компании формально продолжали оставаться отдельными предприятиями до 1 апреля 1991 года, когда в результате их слияния была образована KLM Cityhopper.

## Флот
В разное время авиакомпанией использовались самолёты Fokker F27-200, Fokker F27-300, Fokker F27-400, Fokker F27-500, Fokker F-28-3000, Fokker F-28-4000, Jetstream 31 и Saab 340.

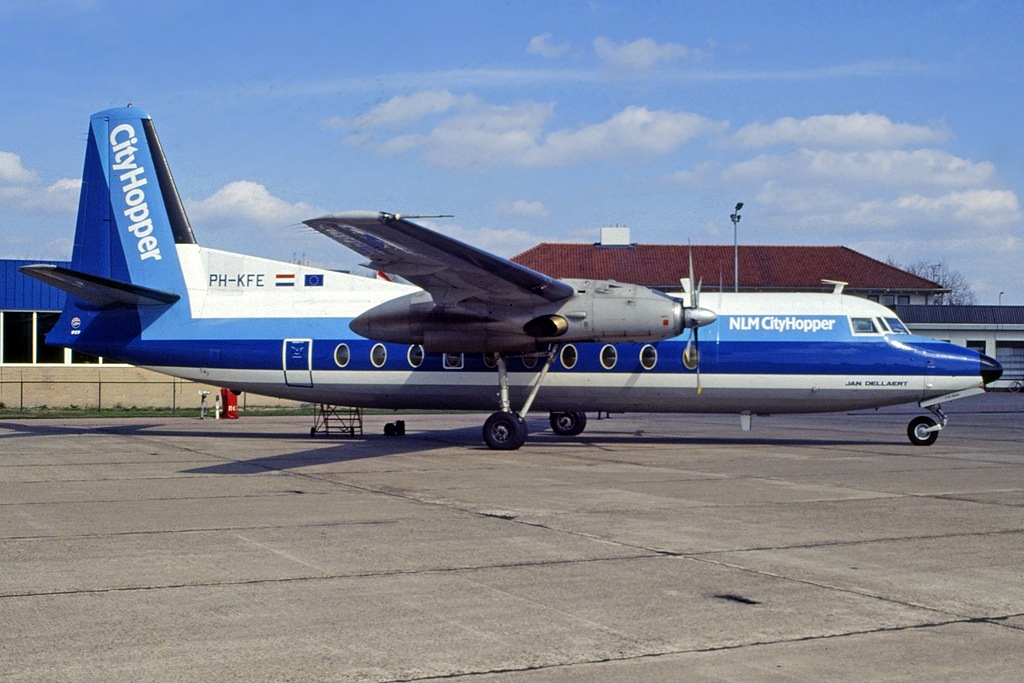
Fokker F27-200
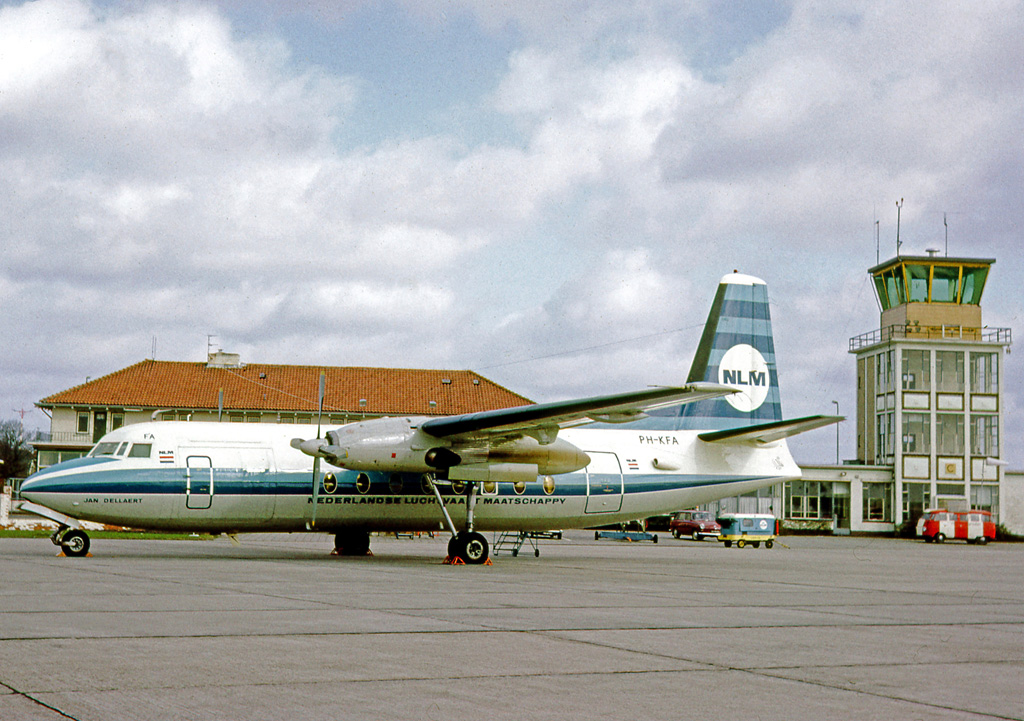
Fokker F27-300 в ранней ливрее
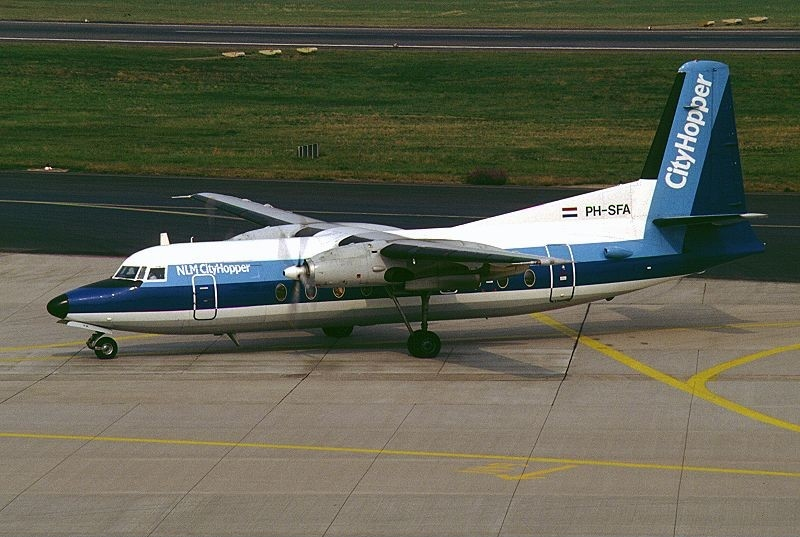
Fokker F27-400
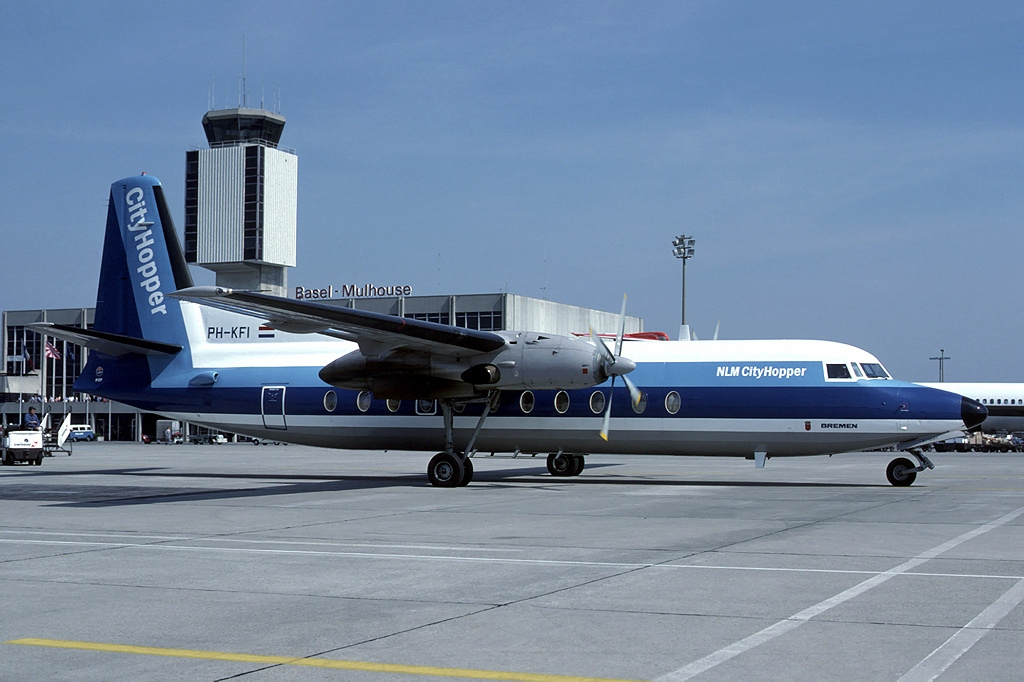
Fokker F27-500
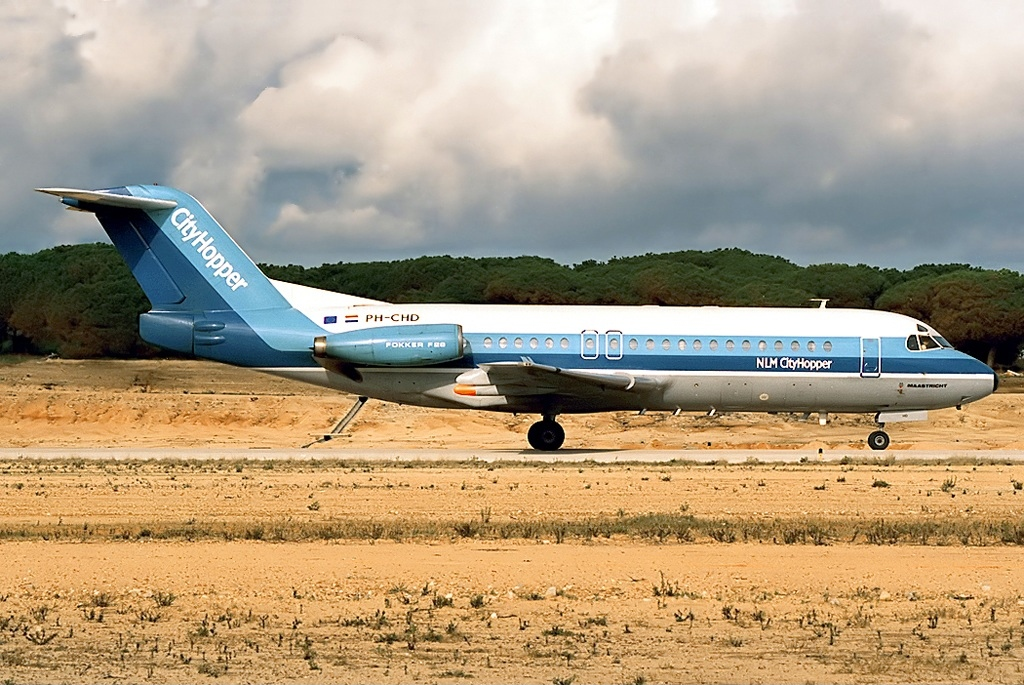
Fokker F28-4000

## Пункты назначения
Регулярные рейсы выполнялись в следующие города:
| Город             | Страна         | Аэропорт               |
| ----------------- | -------------- | ---------------------- |
| Амстердам         | Нидерланды     | Схипхол                |
| Антверпен         | Бельгия        | Антверпен              |
| Бирмингем         | Великобритания | Бирмингем              |
| Бремен            | Германия       | Бремен                 |
| Бристоль          | Великобритания | Бристоль               |
| Брюссель          | Бельгия        | Брюссель               |
| Восточный Мидленд | Великобритания | Восточный Мидландс     |
| Ганновер          | Германия       | Ганновер-Лангенхаген   |
| Гернси            | Гернси         | Гернси                 |
| Гронинген         | Нидерланды     | Гронинген-Элде         |
| Джерси            | Джерси         | Джерси                 |
| Дюссельдорф       | Германия       | Дюссельдорф            |
| Кардифф           | Великобритания | Кардифф                |
| Лондон            | Великобритания | Гатвик, Хитроу, Лутон  |
| Люксембург        | Люксембург     | Люксембург-Финдел      |
| Маастрихт         | Нидерланды     | Маастрихт-Ахен         |
| Мальмё            | Швеция         | Мальмё-Стуруп          |
| Париж             | Франция        | Париж — Шарль-де-Голль |
| Роттердам         | Нидерланды     | Роттердам-Гаага        |
| Саутгемптон       | Великобритания | Саутгемптон            |
| Штутгарт          | Германия       | Штутгарт               |
| Эйндховен         | Нидерланды     | Эйндховен              |
| Энсхеде           | Нидерланды     | Энсхеде-Твенте         |

## Авиационные происшествия
- 6 октября 1981 года Fokker F28 через несколько минут после вылета из Роттердама попал в смерч, разрушился в воздухе и разбился. Погибло 17 человек[11].